# Presidenti della Repubblica della Macedonia del Nord
I presidenti della Repubblica di Macedonia e, dal 12 febbraio 2019, della Repubblica della Macedonia del Nord si sono avvicendati a partire dell'8 settembre 1991, quando fu eletto Kiro Gligorov (presidente più anziano del mondo fino alle sue dimissioni, nel 1999).
Il presidente della Macedonia del Nord non detiene il potere esecutivo, il cui capo è invece il Primo ministro.

## Lista
| Presidente | Presidente | Presidente                      | Partito politico        | Elezione   | Mandato           | Mandato          |
| Presidente | Presidente | Presidente                      | Partito politico        | Elezione   | Inizio            | Fine             |
| ---------- | ---------- | ------------------------------- | ----------------------- | ---------- | ----------------- | ---------------- |
| 1          |            | Kiro Gligorov                   | Indipendente            | 1994       | 18 settembre 1991 | 4 ottobre 1995   |
| -          |            | Stojan Andov (ad interim)       | Partito Liberale        | 1994       | 4 ottobre 1995    | 17 novembre 1995 |
| (1)        |            | Kiro Gligorov                   | Indipendente            | 1994       | 17 novembre 1995  | 19 novembre 1999 |
| -          |            | Savo Klimovski (ad interim)     | Alternativa Democratica | 1994       | 19 novembre 1999  | 15 dicembre 1999 |
| 2          |            | Boris Trajkovski                | VMRO-DPMNE              | 1999       | 15 dicembre 1999  | 26 febbraio 2004 |
| -          |            | Ljupčo Jordanovski (ad interim) | SDSM                    | 1999       | 26 febbraio 2004  | 12 maggio 2004   |
| 3          |            | Branko Crvenkovski              | SDSM                    | 2004       | 12 maggio 2004    | 12 maggio 2009   |
| 4          |            | Gjorge Ivanov                   | VMRO-DPMNE              | 2009, 2014 | 12 maggio 2009    | 12 maggio 2019   |
| 5          |            | Stevo Pendarovski               | SDSM                    | 2019       | 12 maggio 2019    | 12 maggio 2024   |
| 6          |            | Gordana Siljanovska-Davkova     | VMRO-DPMNE              | 2024       | 12 maggio 2024    | in carica        |